# Oysonville
Oysonville és un municipi francès, situat al departament de l'Eure i Loir i a la regió de Centre – Vall del Loira. L'any 2007 tenia 490 habitants.

## Demografia

### Població
El 2007 la població de fet d'Oysonville era de 490 persones. Hi havia 188 famílies, de les quals 48 eren unipersonals (20 homes vivint sols i 28 dones vivint soles), 56 parelles sense fills, 76 parelles amb fills i 8 famílies monoparentals amb fills.
La població ha evolucionat segons el següent gràfic:
Habitants censats

### Habitatges
El 2007 hi havia 226 habitatges, 194 eren l'habitatge principal de la família, 19 eren segones residències i 13 estaven desocupats. 223 eren cases i 1 era un apartament. Dels 194 habitatges principals, 179 estaven ocupats pels seus propietaris, 11 estaven llogats i ocupats pels llogaters i 4 estaven cedits a títol gratuït; 4 tenien dues cambres, 15 en tenien tres, 50 en tenien quatre i 125 en tenien cinc o més. 168 habitatges disposaven pel capbaix d'una plaça de pàrquing. A 66 habitatges hi havia un automòbil i a 100 n'hi havia dos o més.

### Piràmide de població
La piràmide de població per edats i sexe el 2009 era:
| Homes | Edats   | Dones |
| ----- | ------- | ----- |
| 0     | 95 o +  | 0     |
| 0     | 90 a 94 | 4     |
| 4     | 85 a 89 | 8     |
| 0     | 80 a 84 | 4     |
| 12    | 75 a 79 | 12    |
| 8     | 70 a 74 | 8     |
| 8     | 65 a 69 | 8     |
| 4     | 60 a 64 | 8     |
| 12    | 55 a 59 | 4     |
| 12    | 50 a 54 | 8     |
| 20    | 45 a 49 | 24    |
| 8     | 40 a 44 | 20    |
| 40    | 35 a 39 | 24    |
| 28    | 30 a 34 | 24    |
| 4     | 25 a 29 | 12    |
| 8     | 20 a 24 | 4     |
| 28    | 15 a 19 | 4     |
| 16    | 10 a 14 | 20    |
| 44    | 5 a 9   | 16    |
| 12    | 0 a 4   | 4     |

## Economia
El 2007 la població en edat de treballar era de 328 persones, 258 eren actives i 70 eren inactives. De les 258 persones actives 243 estaven ocupades (132 homes i 111 dones) i 15 estaven aturades (6 homes i 9 dones). De les 70 persones inactives 28 estaven jubilades, 23 estaven estudiant i 19 estaven classificades com a «altres inactius».

### Ingressos
El 2009 a Oysonville hi havia 202 unitats fiscals que integraven 503 persones, la mediana anual d'ingressos fiscals per persona era de 21.683 €.

### Activitats econòmiques
Dels 12 establiments que hi havia el 2007, 1 era d'una empresa alimentària, 2 d'empreses de construcció, 2 d'empreses de comerç i reparació d'automòbils, 1 d'una empresa de transport, 1 d'una empresa d'hostatgeria i restauració, 2 d'empreses d'informació i comunicació, 1 d'una empresa de serveis, 1 d'una entitat de l'administració pública i 1 d'una empresa classificada com a «altres activitats de serveis».
Dels 3 establiments de servei als particulars que hi havia el 2009, 1 era un paleta, 1 guixaire pintor i 1 restaurant.
Dels 2 establiments comercials que hi havia el 2009, 1 era una botiga de més de 120 m² i 1 una botiga de menys de 120 m².
L'any 2000 a Oysonville hi havia 8 explotacions agrícoles que ocupaven un total de 510 hectàrees.

## Equipaments sanitaris i escolars
El 2009 hi havia una escola elemental.

## Poblacions més properes
El següent diagrama mostra les poblacions més properes.